# Beverīna (novads)
Beverīna (łot.: Beverīnas novads) – jeden z łotewskich novadsów, funkcjonujący w latach 2009–2021.

## Historia
Novads powstało na terenach należących przed 2009 do rejonów Valka i Valmiera.
W skład novadsu wchodziły trzy pagastsy: Brenguļi, Kauguri i Trikāta. Jego stolicą została wieś Kauguri.
Zlikwidowany w ramach reformy administracyjnej 30 czerwca 2021. Wszedł w całości w skład nowego novadsu Valmiera.